# معركة كوم شريك
معركة كوم شريك هي معركة حدثت بين الجيوش الإسماعيلية الضخمة وبي جيوش سنة القليلة في مصر وكان قائد السنه و خلافة بنوا قرة أبو ركوة فانتصرت قوات السنه بسبب ذكاء وحنكة ابو ركوة      
1. ↑  ابن خلدون (58). كتاب العبر. {{استشهاد بكتاب}}: تحقق من التاريخ في: |تاريخ= (مساعدة)
2. ↑  الانطاكي (ص264_265). كتاب صلة تاريخ اوتيخا. {{استشهاد بكتاب}}: تحقق من التاريخ في: |تاريخ= (مساعدة)
3. ↑  عماد الدين إدريس. كتاب عيون الاخبار.
4. ↑  ابن الأثير (ج7 ص 235). كتاب الكامل في التاريخ. {{استشهاد بكتاب}}: تحقق من التاريخ في: |تاريخ= (مساعدة)
5. ↑  الجوزي (ج 15 ص45). كتاب المنتظم. {{استشهاد بكتاب}}: تحقق من التاريخ في: |تاريخ= (مساعدة)
6. ↑  DeIasy (P150). Ashort history. {{استشهاد بكتاب}}: تحقق من التاريخ في: |تاريخ= (مساعدة)